# Ковін Володимир Олександрович
Володимир Олександрович Ковін (нар. 20 червня 1954, Горький, СРСР) — радянський хокеїст, центральний нападник. Олімпійський чемпіон. Заслужений майстер спорту СРСР. Останній матч на професіональному рівні провів у 60 років.

## «Торпедо»
Вихованець горьківської хокейної школи (перші тренери — Олександр Рогов і Валерій Кормаков). В юнацькій команді його партнерами по ланці були Олександр Скворцов і Володимир Бокарьов. У своїй віковій групі став третім призером чемпіонату СРСР.
За основний склад «Торпедо» виступав з вісімнадцяти років. Найбільш відомими партнерами у клубі були Олександр Скворцов і Михайло Варнаков. Їх вважають найкращою немосковською ланкою в історії радянського хокею. Потужний Ковін гармонійно поєнувався з вертлявими і невловимими крайніми нападниками, а взаєморозуміння між ними за довгі роки було налагоджено до досконалості.
Щоправда, знаменита горьківская трійця, в рідному клубі, не завжди грала разом; тренери «Торпедо» вважали, що кожен з гравців підсилював будь-яку ланку, тоді як, граючи разом, команда отримувала одну суперпотужну ланку і провали в інших змінах. Утрьох, здебільшого, вони виходили в чисельній більшості, або на останніх секундах, коли було потрібно врятувати гру.
Також Ковін виконував «функції тафгая». Він створював штовханину на п'ятачку перед воротами, вступав у бійки з суперниками, захищав партнерів, вів суперечки з арбітрами. Протягом семи сезонів входив до списку найбільших «штрафників» ліги. Особистий «рекорд» встановив у сезоні 1978/79 — 71 штрафна хвилина в 42 матчах. Також є одним з лідерів серед «порушників правил» у загальному заліку чемпіонатів СРСР — всього 540 хвилин.
Кращий бомбардир команди в сезонах 1976/77 і 1983/84 (25 і 35 набраних очок відповідно). За вісімнадцять сезонів у вищій лізі провів 536 ігор, закинув 171 шайбу і зробив 142 результативні передачі, а всього в чемпіонатах СРСР — 570 ігор, 178 голів. За версією інтернет-видання «Sports.ru» входить до символічної збірної «Торпедо» радянської доби: Коноваленко, Федоров — Жидков, Скворцов — Ковін — Варнаков.
Входить до списку «100 бомбардирів чемпіонату СРСР». П'ять разів обирався до списку кращих хокеїстів сезону (1977, 1979, 1981, 1982, 1984).

## Збірна
У складі національної команди дебютував 18 серпня 1976 року. Товариська гра у Гетеборгу проти збірної Швеції завершилася поразкою з рахунком 1:4. В наступному матчі, з цим суперником, Ковін закинув свою першу шайбу за збірну СРСР.
На перший розіграш Кубка Канади, що відбувся у вересні, радянська команда поїхала в експериментальному складі. Віктор Тихонов, новий керманич збірної, залишив вдома сімох переможців Олімпіади в Інсбруку. Оновлена команда не змогла скласти гідної конкуренції канадцям і чехословакам, і завершила турнір на третьому місці. На Кубку Канади Ковін грав у ланці з Скворцовим і нападником «Трактора» Валерієм Бєлоусовим, відзначився голами у матчах з чехословакими та фінами.
1979 року відбулася серія з трьох матчів між збірними СРСР і Національної хокейної ліги. На Кубку виклику виступав зі своїми партнерами по клубу: Олександром Скворцовим і Михайлом Варнаковим. В останньому матчі закинув шайбу у ворота, які захищав Геррі Чіверс (гравець «Бостон Брюїнс»). Протягом наступних чотирьох років був кандидатом до збірної, але грав лише у товариських матчах і на міжнародних турнірах (Кубок Швеції та турнір чехословацької газети «Руде право»).
Вершиною спортивної кар'єри стала Олімпіада в Сараєво. Збірна СРСР перемогла всіх суперників і вшосте здобула олімпійське золото. Ковін і Скворцов грали разом з Михайлом Васильєвим. Їхня ланка закинула 12 шайб з 48 загальнокомандних. Особистий доробок центрального нападника — 8 очок в 7 матчах (5 шайб і 3 результативні передачі). За перемогу на Олімпіаді отримав почесне спортивне звання «Заслужений майстер спорту СРСР» і був нагороджений орденом Дружби народів.
На третій розіграш Кубка Канади Віктор Тихонов викликав з горьківського клубу трьох нападників. На старті турніру вони провели найкращу гру в збірній. Варнаков і Скворцов забили двічі команді Чехословаччини, а Ковін всіляко допомагав партнерам (гра завершилася перемогою з рахунком 3:0).
Два останні матчі за радянську збірну провів проти канадців на чемпіонаті світу 1985 року і отримав срібну медаль світової першості. Всього на Олімпійських іграх, чемпіонатах світу і Кубках Канади провів 20 матчів, набрав 13 очок (7+6).
У складі збірної клубів СРСР, московських колективів «Крила Рад» і ЦСКА виступав у суперсеріях проти команд Всесвітньої хокейної асоціації і Національної хокейної ліги. Відзначився закинутими шайбами в іграх з клубами «Нью-Інгланд Вейлерс», «Едмонтон Ойлерс», «Х'юстон Аерос» (всі — ВХА), «Міннесота Норт-Старс» і «Філадельфія Флаєрс».

## Франція
У 1989 році переїхав до Франції. У першому сезоні, його «Реймс», здобув путівку до елітного дивізіону.
Тренерську діяльність розпочав у клубі «Тур». Під його керівництвом «Реймс» переміг у чемпіонаті Франції 1999/2000. Періодично поєднував обов'язки тренера з виступами на хокейному майданчику. Востаннє вийшов на лід у сезоні 2014/15, на той час йому виповнилося 60 років.

## Досягнення
- Олімпійські ігри

 Чемпіон (1): 1984
- Кубок Канади

 Третій призер (1): 1976
 Півфіналіст (1): 1984
- Чемпіонат світу

 Третій призер (1): 1985
- Кубок виклику

 Переможець (1): 1979
- Чемпіонат Франції

 Чемпіон (1): 2000 (тренер)

## Статистика
Статистика виступів у національних чемпіонатах:
| Сезон               | Команда             | Ліга                | І   | Г   | П   | О   | Ш   |
| ------------------- | ------------------- | ------------------- | --- | --- | --- | --- | --- |
| 1971/72             | «Торпедо»           | Д-1                 | 1   | 0   | 0   | 0   | 0   |
| 1972/73             | «Торпедо»           | Д-1                 | 3   | 0   | 0   | 0   | 2   |
| 1973/74             | «Торпедо»           | Д-1                 | 8   | 1   | 0   | 1   | 8   |
| 1974/75             | «Торпедо»           | Д-1                 | 20  | 3   | 3   | 6   | 22  |
| 1975/76             | «Торпедо»           | Д-1                 | 36  | 8   | 9   | 17  | 23  |
| 1976/77             | «Торпедо»           | Д-1                 | 34  | 14  | 11  | 25  | 31  |
| 1977/78             | «Торпедо»           | Д-1                 | 33  | 13  | 19  | 32  | 51  |
| 1978/79             | «Торпедо»           | Д-1                 | 42  | 23  | 12  | 35  | 71  |
| 1979/80             | «Торпедо»           | Д-1                 | 39  | 14  | 23  | 37  | 51  |
| 1980/81             | «Торпедо»           | Д-1                 | 44  | 16  | 11  | 26  | 54  |
| 1981/82             | «Торпедо»           | Д-1                 | 45  | 12  | 13  | 25  | 60  |
| 1982/83             | «Торпедо»           | Д-1                 | 46  | 11  | 6   | 17  | 65  |
| 1983/84             | «Торпедо»           | Д-1                 | 43  | 22  | 13  | 35  | 50  |
| 1984/85             | «Торпедо»           | Д-1                 | 37  | 14  | 9   | 23  | 26  |
| 1985/86             | «Торпедо»           | Д-1                 | 36  | 6   | 4   | 10  | 26  |
| 1986/87             | «Торпедо»           | Д-1                 | 38  | 8   | 6   | 14  | 14  |
| 1987/88             | «Торпедо»           | Д-1                 | 24  | 4   | 3   | 7   | 16  |
| 1987/88             | «Торпедо»           | ПТ                  | 34  | 7   | 5   | 12  | 16  |
| 1988/89             | «Торпедо»           | Д-1                 | 7   | 2   | 0   | 2   | 0   |
| Всього у вищій лізі | Всього у вищій лізі | Всього у вищій лізі | 536 | 171 | 142 | 313 | 570 |
| 1988/89             | «Реймс»             | Д-2                 | 25  | 36  | 31  | 67  | 30  |
| 1989/90             | «Реймс»             | Д-1                 | 27  | 14  | 15  | 29  | 64  |
| 1990/91             | «Реймс»             | Д-1                 | 5   | 0   | 0   | 0   | 0   |
| 1990/91             | «Реймс»             | ПО                  | 2   | 3   | 0   | 3   | 12  |
| 1991/92             | «Реймс»             | Д-1                 | 33  | 13  | 8   | 21  | 70  |
| 1992/93             | «Реймс»             | Д-1                 | 8   | 2   | 2   | 4   | 24  |
| 1993/94             | «Реймс»             | Д-2                 | 7   | 1   | 9   | 10  | 0   |
| 1994/95             | «Тур»               | Д-3                 | 11  | 9   | 14  | 23  | 34  |
| 1998/99             | «Реймс»             | Д-1                 | 3   | 0   | 0   | 0   | 2   |
| 2003/04             | «Реймс-Шампань»     | Д-3                 | 11  | 4   | 7   | 11  | 34  |
| 2007/08             | «Реймс-Шампань»     | Д-2                 | 3   | 0   | 2   | 2   | 0   |
| 2014/15             | «Реймс-Шампань»     | Д-2                 | 1   | 0   | 0   | 0   | 2   |

Статистика виступів у серіях матчів проти клубів Всесвітньої хокейної асоціації і Національної хокейної ліги:
| Сезон   | Команда       | Ліга | І | Г | П | О | Ш  |
| ------- | ------------- | ---- | - | - | - | - | -- |
| 1976/77 | СРСР          | ВХА  | 5 | 1 | 1 | 2 | 4  |
| 1977/78 | СРСР          | ВХА  | 7 | 0 | 3 | 3 | 6  |
| 1978/79 | СРСР-2        | ВХА  | 6 | 2 | 1 | 3 | 14 |
| 1978/79 | «Крила Рад»   | НХЛ  | 4 | 2 | 7 | 9 | 4  |
| 1979/80 | ЦСКА (Москва) | НХЛ  | 5 | 0 | 2 | 2 | 4  |

Статистика виступів у збірній:
| Рік    | Команда | Турнір | І  | Г  | П | О | Ш  |
| ------ | ------- | ------ | -- | -- | - | - | -- |
| 1976   | СРСР    | КК     | 5  | 2  | 0 | 2 | 6  |
| 1976   | СРСР    | ТМ     | 3  | 2  |   |   |    |
| 1977   | СРСР    | ПІ     | 2  | 0  | 0 | 0 | 0  |
| 1977   | СРСР    | ТМ     | 1  | 2  |   |   |    |
| 1979   | СРСР    | КВ     | 3  | 1  | 0 | 1 | 2  |
| 1979   | СРСР    | ТМ     | 4  | 1  |   |   |    |
| 1980   | СРСР    | КШ     | 4  | 1  | 1 | 2 | 14 |
| 1980   | СРСР    | ТМ     | 4  | 1  |   |   |    |
| 1982   | СРСР    | РП     | 2  | 1  | 0 | 1 | 0  |
| 1982   | СРСР    | ТМ     | 1  | 0  |   |   |    |
| 1984   | СРСР    | ОІ     | 7  | 5  | 3 | 8 | 2  |
| 1984   | СРСР    | КК     | 6  | 0  | 3 | 3 | 0  |
| 1984   | СРСР    | КШ     | 1  | 1  | 0 | 1 | 0  |
| 1984   | СРСР    | ТМ     | 13 | 3  |   |   |    |
| 1985   | СРСР    | ЧС     | 2  | 0  | 0 | 0 | 0  |
| 1985   | СРСР    | ТМ     | 6  | 1  |   |   |    |
| Всього | Всього  | Всього | 64 | 21 |   |   |    |